# Paule Baudouin
Paule Baudouin, född 25 oktober 1984  i Saint-Denis, är en  tidigare fransk handbollsspelare. Hon spelade som vänstersexa och var högerhänt.

## Klubblagskarriär
Paule Baudouin spelade från 1998 i den franska klubben CA Boissy. Ett år senare anslöt sig kantspelaren till US Ivry HB. Från 2003 hade Baudouin kontrakt med den franska Le Havre AC HB, med vilken hon vann franska cupen 2006. Hon spelade för Issy-les-Moulineaux från 2006 till 2008 då danska Team Esbjerg blev hennes klubb. Säsongen 2010/2011 hade Baudouin kontrakt med den franska  Union Mios Biganos-Bègles, med vilken hon vann EHF Challenge Cup. 2011/2012 spelade hon åter för Le Havre AC HB, med vilken hon också vann EHF Challenge Cup. Baudouin flyttade till den franska toppklubben Metz Handball 2012. Med Metz vann hon det franska mästerskapet 2013 och 2014, franska cupen 2013 och franska ligacupen 2014.  Sedan värvades Baudouin av tyska SG BBM Bietigheim i oktober 2015. Från säsongen 2016/2017 hade hon kontrakt med den franska klubben  CJF Fleury Loiret HB. I juli 2018 gick hon till den franska klubben Nantes Loire Atlantique HB. Efter två säsonger med Nantes  avslutade hon sin karriär 2020. Baudouin har sedan arbetat som ungdomstränare i den franska klubben Noisy-le-Grand HB.

## Landslagskarriär
Paule Baudouin debuterade i franska landslaget den 4 april 2004. Baudouin mästerskapsdebuterade i EM 2004. Hon deltog vid EM 2006 i Sverige, där det franska laget kom trea. Med franska landslaget deltog hon i OS 2008 i Peking och OS 2012 i London. I båda OS turneringarna slutade Frankrike på femte plats. Hennes största framgångar med det franska laget var att vinna silvermedaljerna vid VM 2009 och VM 2011. Hon spelade 201 landskamper och stod för 605 mål i landslaget. Sista landskampen spelade hon 2014.

## Meriter i klubblag
- i EHF Challenge cup 2011 två gånger med Mios-Biganos och 2012 med Le Havre AC HB.
- i franska mästerskapet två gånger 2013 och 2014 med Metz Handball.
- i franska cupen tre gånger 2006 med Le Havre AC HB, 2013 och 2015 med Metz HB